# Ubenimex
Ubenimex (auch Bestatin) ist ein kompetitiver, reversibler Proteasehemmer, der die folgenden Enzyme hemmt:
- Arginin-Aminopeptidase (Aminopeptidase B)[4]
- Leukotriene-A4-Hydrolase (eine Metalloprotease die sowohl als Epoxid-Hydrolase als auch als Aminopeptidase fungiert)[5]
- Alanin-Aminopeptidase (Aminopeptidase M/N)[6]
- Leucin-/Cystin-Aminopeptidase (Oxytocinase/Vasopressinase)[7][8]
- Membran-Dipeptidase (Leukotrien-D4-Hydrolase)

Ubenimex wird unter dem Handelsnamen Bestatin seit langem in Japan zur unterstützenden Behandlung der akuten myeloischen Leukämie eingesetzt, das Präparat wurde dort 1987 auf dem Markt eingeführt  und ist oral anzuwenden. Neu war seine Verwendung in der experimentellen Therapie von Lymphödemen, die allerdings nicht die Erwartungen erfüllen konnte. Für die Behandlung der pulmonal-arteriellen Hypertonie (PAH) wurde Ubimex 2016 für die EU der Status eines Orphan-Arzneimittels zugewiesen.
Seine Struktur basiert auf einer natürlich vorkommenden Substanz des Bakteriums Streptomyces olivoreticuli. Ubenimex inhibiert den enzymatischen Abbau von Oxytocin, Vasopressin, Enkephalinen und verschiedenen anderen Peptiden und Substanzen.

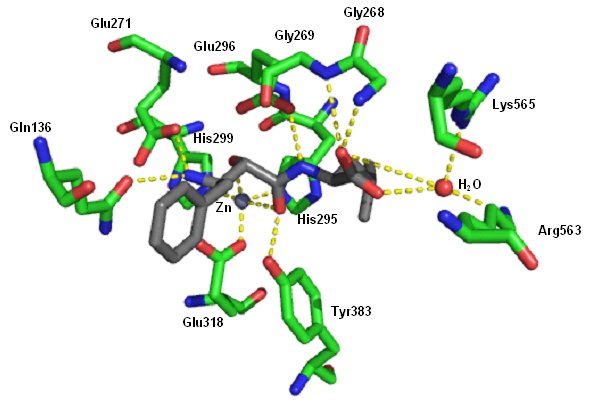
Kristallstruktur von Ubenimex an der Bindungsstelle der Leukotrien-A4-Hydrolase